# Aglaé de Gramont
Aglaé Angélique Gabrielle de Gramont (17 janvier 1787 - 21 janvier 1842) est une aristocrate française appartenant à la maison de Gramont .

## Biographie
Aglaé de Gramont est née le 17 janvier 1787. Elle est la deuxième fille d'Antoine-Louis-Marie de Gramont et d'Aglaé de Polignac , fille de Gabrielle de Polastron, la favorite de Marie-Antoinette . Elle est la sœur cadette de Corisande, épouse de Charles Augustus Bennet, comte de Tankerville, et la sœur aînée d'Héraclius de Gramont, duc de Gramont.
Aglaé est très aimée de la reine et de sa fille Marie-Thérèse. Elle est décrite comme étant « très jolie, volage et coquette » .
En 1789, à la suite du déclenchement de la Révolution française, Aglaé et sa famille sont obligées de fuir en raison de la proximité de sa grand-mère maternelle avec la reine de France. Après avoir visité plusieurs pays européens dont l'Autriche et l'Écosse, sa famille se rend à Mitau auprès des membres survivants de la famille royale.
En 1804, à l'âge de dix-sept ans, Aglaé épouse le général Alexandre Lvovitch Davydov ,. Le couple donne naissance à trois enfants :
- Catherine (1806-1882), mariée le 22 décembre 1826 à Paris avec le marquis Ernest de Cadoine de Gabriac (1792-1865) ;
- Adèle (1810-1881), religieuse [7] ;
- Vladimir Alexandrovitch (1816-1886), officier de l'armée russe, marié à la princesse Elisabeth Djambakouriane-Orbeliani.

Dans les années 1820, Aglaé quitte son mari pour s'installer à nouveau en France avec ses filles. Après la mort de son mari, elle épouse en 1835 Horace Sébastiani.
Le 21 février 1842, à l'âge de cinquante-cinq ans, Aglaé décède à Paris.